# Мания (фильм)
«Мания» (итал. Mania) — итальянский джалло 1974 года режиссёра Ренато Польселли. Картина вышла в прокат в Италии, однако вскоре была забыта и до сих пор встречается достаточно редко. Известны версии фильма, в которых присутствуют порнографические вставки.

## Сюжет
Одержимый учёный Брехт работает над делом своей жизни — исследованием смерти. Свои изыскательские работы он проводит в выделенных под его лабораторию подземных помещениях замка, где проживает. В это время его жена, скрывая от мужа, занимается сексом с его братом-близнецом. Раскрывший их сексуальную интригу Брехт убивает своего брата и занимает его место, впоследствии издеваясь над ней в своей лаборатории.

## В ролях
- Брэд Юстон — профессор Брехт
- Ивана Джордан — Лиза
- Исарко Равайоли — Лайло
- Мирелла Росси — Катя
- Эва Спадаро — Эрина